# Vélagliflozine
La vélagliflozine, vendue sous le nom de marque Senvelgo, est un médicament utilisé pour le traitement des chats diabétiques,. La vélagliflozine est un inhibiteur du cotransporteur sodium-glucose de type 2 (SGLT2). Il est pris par voie orale,.

## Utilisations médicales
La vélagliflozine est indiquée pour améliorer le contrôle glycémique chez les chats diabétiques en bonne santé qui n'ont pas été traités auparavant par insuline,,.

## Contre indications
La vélagliflorzine ne doit pas être utilisée chez les chats présentant des signes cliniques de diabète acidocétosique.